# Keri-Anne Payne
Keri-Anne Payne (Johannesburg, Zuid-Afrika, 9 december 1987) is een in Zuid-Afrika geboren Britse zwemster. Payne vertegenwoordigde Groot-Brittannië op de Olympische Zomerspelen 2008 in Peking, China.

## Zwemcarrière
Bij haar internationale debuut, op de EK kortebaan 2002 in Riesa, Duitsland, eindigde Payne als vierde op de 400 meter vrije slag en als vijfde op de 800 meter vrije slag. Twee jaar later veroverde Payne, bij de EK kortebaan 2004 in de Oostenrijkse hoofdstad Wenen, de Europese titel op de 400 meter vrije slag. Op de EK kortebaan 2005 in Triëst, Italië bereikte de Britse de zevende plaats op de 800 meter vrije slag, op de 400 meter vrije slag strandde ze in de series. Tijdens de Gemenebestspelen 2006 in Melbourne, Australië eindigde Payne als vierde op de 800 meter vrije slag en als zesde op de 400 meter wisselslag. Op de EK zwemmen 2006 in Boedapest, Hongarije strandde de Britse in de series van de 800 meter vrije slag.

### 2007-heden
Op de WK zwemmen 2007 in Melbourne, Australië maakte Payne haar debuut als openwaterzwemster. Op de 10 kilometer eindigde ze als elfde. In Debrecen, Hongarije nam ze deel aan de EK kortebaan 2007. Op alle onderdelen waarop de Britse startte, 400 meter vrije slag, 200 meter rugslag, 100, 200 en 400 meter wisselslag, werd ze uitgeschakeld in de series. Op de WK openwaterzwemmen 2008 in Sevilla, Spanje eindigde Payne als achtste op de 10 kilometer, door deze prestatie kwalificeerde zij zichzelf voor de olympische 10 kilometer. Tijdens de Olympische Zomerspelen van 2008 in Peking, China strandde de Britse in de halve finales van de 200 meter wisselslag en in de series van de 400 meter wisselslag. Op de 10 kilometer, in het open water, veroverde Payne de zilveren medaille, achter de Russin Larisa Iltsjenko.  Tijdens de Gemenebestspelen 2010 in Delhi eindigde Payne als derde op de 400 meter wisselslag.

## Internationale toernooien
| Jaar | Olympische Spelen                                            | WK langebaan                            | WK kortebaan  | EK langebaan       | EK kortebaan                                                                                     | Gemenebestspelen                      |
| ---- | ------------------------------------------------------------ | --------------------------------------- | ------------- | ------------------ | ------------------------------------------------------------------------------------------------ | ------------------------------------- |
| 2002 |                                                              |                                         | geen deelname | geen deelname      | 4e 400m vrije slag 5e 800m vrije slag                                                            | geen deelname                         |
| 2003 |                                                              | geen deelname                           |               |                    | geen deelname                                                                                    |                                       |
| 2004 | geen deelname                                                |                                         | geen deelname | geen deelname      | 400m vrije slag · 4e 400m wisselslag                                                             |                                       |
| 2005 |                                                              | geen deelname                           |               |                    | 7e 800m vrije slag 17e 400m vrije slag                                                           |                                       |
| 2006 |                                                              |                                         | geen deelname | 8e 800m vrije slag | geen deelname                                                                                    | 6e 400m wisselslag 4e 800m vrije slag |
| 2007 |                                                              | geen deelname                           |               |                    | 11e 400m vrije slag 20e 200m rugslag 23e 100m wisselslag 19e 200m wisselslag 10e 400m wisselslag |                                       |
| 2008 | 16e 200m wisselslag · 15e 400m wisselslag · 10 km open water |                                         | geen deelname | geen deelname      | geen deelname                                                                                    |                                       |
| 2009 |                                                              | 24e 200m wisselslag 13e 400m wisselslag |               |                    | geen deelname                                                                                    |                                       |
| 2010 |                                                              |                                         | geen deelname | geen deelname      | geen deelname                                                                                    | 400m wisselslag                       |
| 2011 |                                                              | 12e 1500m vrije slag                    |               |                    | geen deelname                                                                                    |                                       |
| 2012 | geen deelname                                                |                                         | geen deelname | geen deelname      | geen deelname                                                                                    |                                       |
| 2013 |                                                              | geen deelname                           |               |                    | 12-15 december                                                                                   |                                       |

## Persoonlijke records
Bijgewerkt tot en met 31 augustus 2013

### Kortebaan
| Afstand         | Tijd    | Datum            | Plaats     |
| --------------- | ------- | ---------------- | ---------- |
| 200m wisselslag | 2.15,71 | 13 december 2007 | Debrecen   |
| 400m wisselslag | 4.29,55 | 18 december 2009 | Manchester |
| 400m vrije slag | 4.03,60 | 11 december 2004 | Wenen      |

### Langebaan
| Afstand         | Tijd    | Datum        | Plaats     |
| --------------- | ------- | ------------ | ---------- |
| 200m wisselslag | 2.12,42 | 2 april 2008 | Sheffield  |
| 400m wisselslag | 4.38,80 | 6 april 2008 | Sheffield  |
| 400m vrije slag | 4.07,90 | 5 maart 2011 | Manchester |